# فيسنتي بييرا
فيسنتي بييرا (بالإسبانية: Vicenç Piera) هو لاعب كرة قدم إسباني، ولد في 11 يونيو 1903 في برشلونة في إسبانيا، وتوفي بنفس المكان في 13 يونيو 1960. شارك مع منتخب إسبانيا لكرة القدم ومنتخب كاتالونيا لكرة القدم. أما مع النوادي، فقد لعب مع نادي برشلونة.

## مسيرته الكروية
لعب فيسنتي بييرا خلال مسيرته الاحترافية مع نادِ واحدٍ في خمسة مواسم وسجل خلالها 4 أهداف ضمن 53 مباراة. ولم يفز بأي موسم بالكأس وفاز في موسم واحد بالدوري.
خاض فيسنتي بييرا مسيرته مع نادي برشلونة في موسم 1928–29 ليلعب معه خمسة مواسم، مشاركًا في 53 مباراة سجل خلالها 4 أهداف.

## وصلات خارجية
- فيسنتي بييرا على موقع الاتحاد الدولي (مؤرشف)  (الإنجليزية)
- فيسنتي بييرا على موقع قاعدة بيانات كرة القدم.إي يو (الإنجليزية)
- فيسنتي بييرا على موقع قاعدة بيانات كرة القدم.إي يو (الإنجليزية)
- فيسنتي بييرا على موقع ناشيونال فوتبول تيمز (الإنجليزية)
- فيسنتي بييرا على موقع عالم كرة القدم.نت (الإنجليزية)
- فيسنتي بييرا على موقع أوليمبيديا (الإنجليزية)